# Laufen (Unternehmen)
Die Laufen-Gruppe (unter der Holding Laufen Bathrooms AG) mit Sitz in Laufen ist ein international tätiger Schweizer Hersteller von Sanitärkeramik, Badmöbeln, Badewannen, Komplettbädern und Bad-Accessoires. Die Unternehmensgruppe gehört seit 1999 zum spanischen Roca-Konzern. Laufen beschäftigt weltweit rund 2500 Mitarbeiter und verfügt über Vertriebsniederlassungen in 44 Ländern sowie fünf Produktionsstätten in der Schweiz, in Österreich und in der Tschechischen Republik.

## Geschichte

### Gründung

Die Thonwaren-Fabrik Laufen. Undatierte Fotografie von Eugène Cattin (1866–1947)

Das Unternehmen wurde am 4. Juli 1892 als Tonwarenfabrik im namensgebenden Ort Laufen in der Schweiz (damals Kanton Bern, heute Kanton Basel-Landschaft) als Schweizer Aktiengesellschaft gegründet. Unternehmensgründer waren Johann Spielmann und Albert Borer zusammen mit Joseph Gerster-Roth. Gerster-Roth wurde erster Geschäftsführer und Direktor des neuen Unternehmens. Gemeinsam mit weiteren Industriellen aus der Region gründeten sie 1919 für ihre Arbeiter und deren Familien die Birstaler Krankenkasse. Am 26. November 1925 wurde die AG für Keramische Industrie Laufen gegründet. Seit 1926 produziert die Keramik Laufen AG als erstes einheimisches Unternehmen Keramik für den Schweizer Sanitärmarkt. Heute ist die Keramik Laufen AG eine Tochtergesellschaft der Roca-Gruppe.
Seit 2024 firmiert die Keramik Laufen AG infolge der Fusion mit der Similor AG mit Laufen Schweiz AG (SHAB 5.1.2024). Similor ist Hersteller von Armaturen und firmiert mit der Marke Laufen. 

### Expansion und Wachstum
Bereits 1918 wurden die Aktienziegelei Allschwil und 1919 das Kaminwerk Allschwil übernommen. 1934 folgte die Produktion von Wandplatten aus Steingut und 1938 von Bodenplatten aus Steinzeug in Laufen und 1949 die Herstellung von Isolatoren aus Elektroporzellan. Mit der Gründung der Incepa und dem Bau einer Fliesenfabrik in Brasilien legte Laufen 1952 den Grundstein für die Internationalisierung. Es folgten 1959 die Übernahme der Tonwerke Kandern GmbH in Deutschland und 1963 der Sangra SA in Spanien, welche Sanitärkeramik herstellte 1967 kamen mit der OESPAG (Österreichische Sanitär-Keramik und Porzellanindustrie AG) in Wilhelmsburg und Gmunden in Österreich zwei weitere Produktionsstätten für Sanitärkeramik und Geschirr zur Laufen-Gruppe. Die starke Expansion erforderte eine neue Organisation, welche 1970 mit der Gründung der Keramik Holding AG als Dachgesellschaft gegeben wurde. Die Gruppe wuchs weiter in der Schweiz, in Deutschland, Frankreich, Brasilien, den USA und Bermuda. Zur Stärkung der finanziellen Basis und im Hinblick auf das weitere Wachstum ging die Keramik Holding AG am 14. November 1986 an die Börse. Dies ermöglichte ein weiteres weltweites Wachstum. Der Nettoumsatz stieg von CHF 413 Mio 1986 auf CHF 1081 Mio 1997, die Mitarbeiterzahl von 5449 auf 9857. Nach dem Fall des Eisernen Vorhangs und der Öffnung der osteuropäischen Märkte expandierte Laufen in den 1990er-Jahren unter anderem mit drei Produktionsstätten in der Tschechischen Republik und einer Fabrik in Bulgarien. Die Gruppe war tätig in den Sparten Sanitärkeramik, Geschirr, Wand- und Bodenplatten, Elektroporzellan und Grobkeramik. Die aggressive Expansion mit 18 Akquisitionen in sechs Jahren führte Ende der 1990er-Jahre in eine tiefe Unternehmenskrise, der mit einer tiefgreifenden Restrukturierung 1998/99 und dem anschliessenden Verkauf des Unternehmens durch die Eigentümerfamilie an den spanischen Roca-Konzern 1999 begegnet wurde. Die Gruppe wurde unter Roca neu organisiert.
Aktuell produziert Laufen vornehmlich Keramikteile fürs Bad an insgesamt sieben Produktionsstandorten in Zentraleuropa. Durch den Zusammenschluss mit Roca Sanitario im Jahr 1999 wurde das Unternehmen Teil der Roca-Gruppe, dem mittlerweile nach eigenen Angaben grössten Hersteller von Badkeramik weltweit. 2006 investierte Laufen in ein Logistikzentrum und ein Hochregallager am Stammsitz. 2009 wurde das Laufen Forum gebaut, ein Ausstellungs-, Kunden- und Besucherzentrum in der Laufener Wahlenstrasse.

### Innovation und Design
Im April 1933 wurde der weltweit erste Elektrotunnelofen für Sanitärkeramik in Betrieb genommen (50 Jahre Laufener Tonindustrie). Diese neue Technologie war ein wesentlicher Grundstein für die hohe Qualität der Laufner Sanitärkeramik.
1982 führte das Unternehmen den Keramik-Hochdruckguss ein, ein Verfahren, das die Produktionsabläufe von Sanitärkeramik erheblich beschleunigt. Dieses Giessverfahren ist für hohe Produktionsleistungen entwickelt worden und wird heute von vielen Unternehmen der Keramikindustrie in Lizenz verwendet. Die klassische Gipsform wird dabei durch eine poröse Kunststoffform ersetzt. Der Schlicker wird mit hohem Druck eingespritzt und entwässert sich durch Filtration.
1988 entwickelte Laufen den weltweit ersten hochofenfesten Strichcode. Dieser war Grundlage für die 1993 weltweit erste durchgehende CIM-Technologie (Computer Integrated Manufacturing) in Sanitärkeramik. Die Durchlaufzeiten wurden um 94 % reduziert.
In Zusammenarbeit mit Designern und Architekten wie Stefano Giovannoni (Il Bagno Alessi one), Ludovica und Roberto Palomba (Palomba Collection), Wiel Arets (Il Bagno Alessi dot), Hartmut Esslinger (Frog Design), Phoenix Design (Stuttgart) und anderen entstehen Komplettbad-Konzepte.
Laufen führte 2013 mit Saphirkeramik einen neuartigen Keramik-Werkstoff im Bad ein. Der keramischen Masse wird Korund beigemengt, was den Scherben härter macht – ähnlich wie bei den Gläsern von Armbanduhren (Saphirglas). Die Keramikvariante erlaubt Produkte mit dünnen Wandungen und engen Radien, spart zudem Material und ist damit umweltfreundlicher.

## Laufen in Deutschland
Die Roca GmbH vertreibt in Deutschland die Marke Laufen. Das Unternehmen sitzt in Staudt im Westerwald.

## Laufen in Österreich

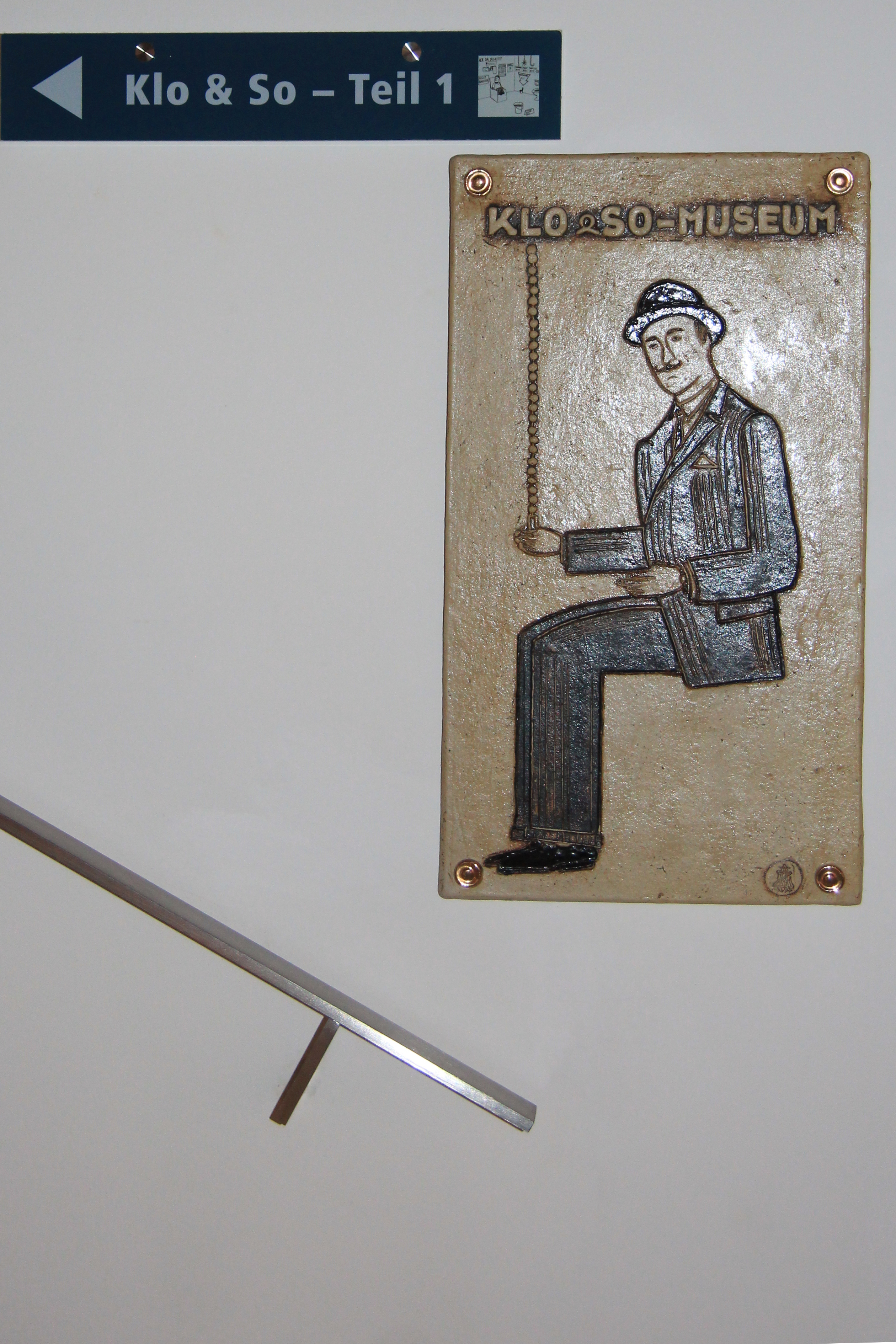
Hinweistafel im Gmundener Museum

Laufen firmiert in Österreich unter Laufen Austria AG. Das Unternehmen hat seinen Sitz in Wilhelmsburg in Niederösterreich und beschäftigt ca. 350 Mitarbeiter. Noch lange nach der Übernahme durch die Laufen-Gruppe 1967 blieb die Unternehmensbezeichnung ÖSPAG (Österreichische Sanitär-, Keramik- und Porzellan-Industrie AG) erhalten. Gegründet wurde der traditionsreiche Produzent von Sanitärkeramik 1795 zur Erzeugung englischen Steinguts.
Durch die langjährige Verbindung mit der „Keramikstadt Gmunden“, in der das Unternehmen auch produziert, unterstützt es das Klo & So Sanitärmuseum, welches vom langjährigen Direktor des Gmundner Sanitärwerkes Fritz Lischka gegründet und aufgebaut wurde.

## Produktionsstandorte
- Schweiz: Laufen
- Österreich: Gmunden
- Tschechische Republik: Bechyně und Znojmo
- Polen: Gliwice und Gryfice